# Halalaimus turbidus
Halalaimus turbidus is een rondwormensoort uit de familie van de Oxystominidae. De wetenschappelijke naam van de soort is voor het eerst geldig gepubliceerd in 1970 door Vitiello.